# 미니막스 타이니버스
미니막스 타이니버스(영어: MINImax Tinyverse는 님블뉴런에서 개발하고 배급하는 실시간 액션 체스 게임이다.
2018년 12월 27일 스팀 Early Access (앞서 해보기) 로 출시되었으며, 1년 간의 개발을 거쳐 2020년 1월 15일 정식 출시되었다.
정식 출시 때는 PC뿐만 아니라 애플 앱스토어, 구글 플레이등 모바일로도 동시 출시되었다.